# Фридрих I фон Ветин
Фридрих I (на немски: Friedrich I. von Wettin, * ок. 960, † 5 януари 1017 в Айленбург) от род Ветини е граф на Айленбург.
Той е вторият син на граф Дитрих I († 976) и Юта от Мерзебург (или Имма). Той е брат на Дедо I, Той расте в двора на маркрафа на Майсен Рикдаг († 985), роднина по бащина линия.
Фридрих I управлява с брат си от преди 1009 г. крепост Цьорбиг.
Император Хайнрих II му дава през 1009 и 1015 г. да ръководи временно замъка в Майсен.
Фридрих I наследява брат си граф Дедо I, след неговото убийство на 13 ноември 1009 г.
През януари 1017 г. Фридрих умира. Той оставя на своите три дъщери своята собственост и понеже няма син той завещава Айленбург на своя племенник Дитрих II.